# Cross of Iron
Cross of Iron (Brasil: Cruz de Ferro / Portugal: A Grande Batalha) é um filme de guerra do Reino Unido e da Alemanha (Steiner – Das Eiserne Kreuz), produzido em 1977 e dirigido por Sam Peckinpah.
Baseado no livro Das geduldige Fleisch, de Willi Heinrich, o filme focaliza a Segunda Guerra Mundial sob o ponto de vista dos combatentes alemães após a batalha de Stalingrado e desmistifica a ideia de crueldade insana atribuída a eles.

## Sinopse
Um grupo de soldados alemães luta para sobreviver aos ataques soviéticos no front da Segunda Guerra Mundial. Eles retornam à base para encontrar o novo comandante, um tradicional oficial prussiano que busca apenas uma coisa: a Cruz de Ferro, para manter a honra de sua família.
O filme mostra também o conflito entre o sargento Steiner e o coronel Brandt, que descobrem que seus instintos de guerra são maiores que os instintos de sobrevivência.

## Elenco
- James Coburn .... sargento Steiner
- Maximilian Schell .... capitão Stransky
- James Mason .... coronel Brandt
- David Warner .... capitão Kiesel
- Senta Berger .... Eva
- Klaus Löwitsch .... oficial Krüger
- Roger Fritz
- Vadim Glowna
- Fred Stillkrauth
- Burkhardt Driest
- Dieter Schidor
- Michael Nowka
- Veronique Vendell .... Marga